# Derrick Plourde
Derrick William Plourde (ur. 17 października 1971, zm. 30 marca 2005) – perkusista, członek m.in. takich zespołów jak Lagwagon, Bad Astronaut, Jaws, The Ataris, Rich Kids on LSD. Urodził się w Golecie, w Kalifornii. Miał zdiagnozowaną depresję dwubiegunową - w 2005 roku popełnił samobójstwo. Jego zespół Lagwagon wyprodukował płytę Resolve ku jego pamięci.